# Cornsay Colliery
Cornsay Colliery – wieś w Anglii, w hrabstwie Durham. Leży 11 km na zachód od miasta Durham i 380 km na północ od Londynu.